# Britské indickooceánské území
Britské indickooceánské území (anglicky British Indian Ocean Territory) má status zámořského území Spojeného království Velké Británie a Severního Irska.
Je to skupina ostrovů na západě Indického oceánu, vzdálená asi 2000 km od ostrova Mauricius, přibližně na půlce cesty mezi Afrikou a Indonésií. Skupinu tvoří celkem šest atolů Čagoských ostrovů s 56 ostrovy a ostrůvky. Rozloha všech ostrovů činí asi 60 km². Největší a nejjižněji položený je ostrov Diego García, na kterém leží strategicky důležitá britsko-americká letecká základna. Na ostrovech nežije civilní obyvatelstvo, jen vojenský personál. Jedná se o zhruba 3 200 vojáků. Úředním jazykem je angličtina.
Britské indickooceánské území je jedním ze dvou britských území, kde platí pravostranná doprava, druhým je Gibraltar.
V říjnu 2024 se Británie dohodla s Mauriciem na odstoupení území. Podle dohody prodloužilo Spojené království správu ostrova Diego García, včetně zachování vojenské základny, na minimálně dalších 99 let.

## Historie
Ostrovy objevil portugalský mořeplavec Vasco da Gama na začátku 16. století. V 18. století je kolonizovali Francouzi z Réunionu. V roce 1786 byla část ostrovů zabrána Velkou Británií, což Francie potvrdila definitivně v roce 1814, kdy se vzdala i Mauricia, k němuž administrativně náležely. Do roku 1903 tvořily jednu administrativní jednotku se souostrovím Seychely, od něhož byly v daném roce odděleny a spravovány pak byly jako další dependence Mauricia. Britské indickoocenánské teritorium vzniklo 8. listopadu 1965 z mauricijské dependence Čagoských ostrovů a ze seychelských dependencí Aldabra, Farquhar a Des Roches mělo rozlohu 210 km². 23. června 1976 byly seychelské dependence vráceny Seychelám.

## Symboly
Britské indickooceánské území, závislé území Spojeného království, užívá vedle britských symbolů i své vlastní.

### Vlajka
Vlajka Britského indickooceánského území vychází z britské modré služební vlajky (Red Ensign) o poměru stran 1:2 s britskou vlajkou v kantonu. Misto modrého listu jsou na vlajce střídavě bílé a tmavě modré (těch je šest) vlnité proužky. Ve vlající části je umístěna kokosová palma a přes ní položená královská koruna (jedná se o korunu sv. Eduarda).

### Znak
Znak Britského indickooceánského území je tvořen modrým štítem, v jeho patě jsou tři vlnité, stříbrné pruhy, z nichž vyrůstá palma. Přes její kmen je položena britská koruna sv. Eduarda. V pravém rohu je čtvrtina zlatého slunce a hlavu štítu tvoří britská vlajka. Na štítu je položená stříbrná námořní koruna, z které vyrůstá červená věž s cimbuřím, a na ní na černé žerdi vlající vlajka Britského indickooceánského území. Štítonoši jsou vpravo kareta pravá a vlevo kareta obrovská, stojící na písečné pláži poseté lasturami a hvězdicemi. Pod štítem je okrová stuha s červeným (na obrázku černým) mottem „IN TUTELA NOSTRA LIMURIA” (česky Limuria je v naší správě) ve dvou řádcích.

## Geografie

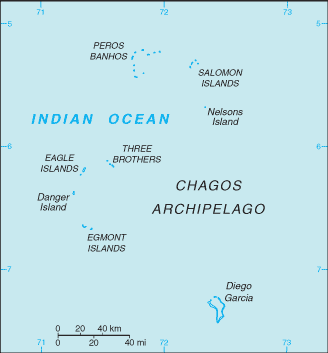
Podrobnější mapa Britského indickooceánského území

Čagoské ostrovy ležící v Indickém oceánu mají status Britského indickooceánského teritoria (BIOT). Souostroví čítá 56 ostrovů a zabírá celkovou pevninskou a mořskou rozlohu okolo 15 000 km², z čeho na pevninu připadají cca 63 km². Dalších cca 20 607 km² mají výsostné vody a 636 600 km² exkluzivní ekonomická zóna souostroví. Ostrovy nyní nemají stálé civilní obyvatelstvo. Na největším ostrově (Diego Garcia, 27 km²) se nachází britsko-americká vojenská základna.

## Sporné otázky

### Vysídlení ostrovanů
Původní francouzskou kreolštinou mluvící obyvatelstvo ostrovů tvořilo před rokem 1968 komunitu s cca 1500 příslušníky. Tito lidé, z velké části míšenci etnik z východoafrického pobřeží a z jižní Indie, se nazývají Čagosané nebo francouzsky Îlois (doslova „ostrované“). V roce 1966 vlády Spojeného království a Spojených států amerických už dříve předjednanou dohodu, podle které mělo být celé nedávno vyhlášené Britské indickooceánské území pronajato na 50 let USA. Protože USA požadovaly pro zbudování vojenské základny na ostrově Diego García, aby byly všechny ostrovy bez civilní populace, zahájilo Spojené království v roce 1967 evakuaci/deportaci všech Ilois. Ti už v té době protestovali s odvoláním na články IX a XIII Charty Spojených národů, podle nichž nikdo nesmí být donucen k exilu. Deportace, podle Britů evakuace neobyvatelných ostrovů, skončila v roce 1972. Kritici deportace/evakuace uváděli i skutečnost, že Ilois dostali pouze formální odškodnění, takže ještě v roce 1980 mezi nimi byla cca 40% nezaměstnanost a většina z nich žila v chudobě na ostrově Mauricius, kam byli převezeni. Nezákonnosti vystěhování potvrdil v roce 1971 i Nejvyšší soud Spojeného království. Britské úřady rozhodnutí akceptovaly a oznámily, že Ilois se smí vrátit (s výjimkou návratu na ostrov Diego García). USA naopak britské rozhodnutí odmítly akceptovat a jejich postoj se ukázal být rozhodující: Ilois zůstali na Mauriciu.
Od roku 1983 nicméně docházelo z britské strany k určitým pokusům původní ostrovany odškodnit, aniž by bylo zpochybněno jejich právo na návrat. Soudní spory nicméně pokračovaly dál. V roce 2003 Nejvyšší soud označil nároky Ilois na odškodnění za neoprávněné. O tři roky dřív, v roce 2000, bylo naopak potvrzeno jejich právo na návrat a v roce 2002 získali právo být občany britských zámořských teritorií (British Overseas Territories Act), přestože žijí na Mauritiu a mají často občanství tohoto ostrovního státu. Navzdory všem těmto skutečnostem britské úřady i nadále odmítaly vpustit Ilois do BIOT. V roce 2002 a v roce 2006 pouze vybraly po 100 Ilois, kterým umožnily návštěvu. V roce 2006 pak Ilois vyhráli i v soudní při ohledně práva BIOT navštěvovat (na základě precedentu zacházení s Kanaďany japonského po útoku na Pearl Harbor), ale v praxi je aplikace tohoto soudního rozhodnutí těžko vymahatelná.

### Nároky Mauricia na souostroví

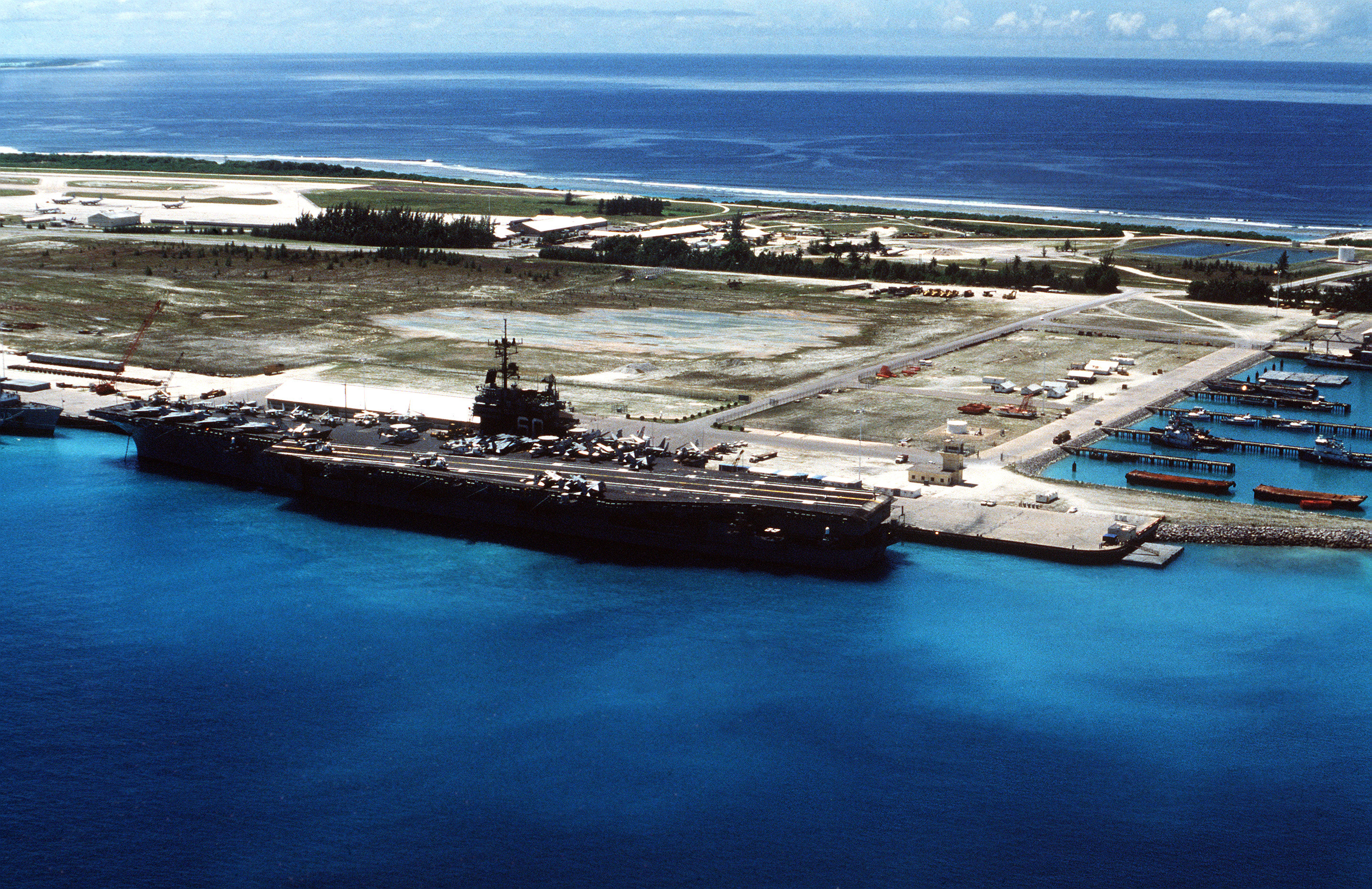
Americká letadlová loď Saratoga na základně Diego García v roce 1987

Další rovina sporu se nese ve vztahu BIOT a nároků států Mauricius a Seychely vůči němu. Mezinárodní právo už v 60. letech 20. století uznávalo princip, podle něhož nesměly být závislé útvary (kolonie, mandáty atp.) před získáním nezávislosti rozdělovány. Mauricius o vrácení ostrovů nikdy sice oficiálně nepožádal, ale podpora Ilois a prohlášení některých jeho významných představitelů vyjadřují trvalý zájem o toto souostroví.
Až do roku 2016, kdy měla vypršet smlouva o letecké základně s USA, nicméně Mauricius jako stát nechtěl o BIOT jednat. Vyskytly se i určité spekulace, že by Mauricius ponechal na Diego García britsko-americkou vojenskou základnu za placený pronájem a za právo volně rozhodovat o repatriaci Ilois. To vyvolává otázku potenciálních vztahů mezi Mauriciem a Čagoskými ostrovy, tj. zda zůstanou součástí Mauricia (např. jako autonomní region) nebo zda budou prosazovat svou nezávislost. Část původních obyvatel vyhlásila v exilu tzv. Čagoskou lidově demokratickou republiku. Může se zdát, že na nezávislost jsou ostrovy příliš „malé“, ale rozlohou jsou větší než např. Tuvalu nebo Nauru v Oceánii a předstihují dokonce (o pouhé 2 km² souše) stát San Marino. Počtem obyvatel by sice byly na předposledním místě na světě (před Vatikánem), ale pokud by se osamostatnily jiné malé útvary (např. Tokelau, kde referendum v roce 2006 jen těsně neuspělo), pak by z hlediska lidnatosti s nimi byly srovnatelné. Je důležité uvést i to, že velikost státu není pro nezávislost z hlediska mezinárodního práva důležitá. Jako třetí faktor vstupují do spolurozhodování Seychely, které tvořily s BIOT jeden celek před rokem 1903 a které se ve sporu rovněž angažují ve prospěch Ilois, jejichž část žije i na Seychelách. Otázkou zůstává, do jaké míry se Seychely hodlají angažovat v potenciálních požadavcích na BIOT.
Podle verdiktu Mezinárodního soudního dvora v Haagu z 25. února 2019 se Británie má co nejdříve vzdát území Čagoského souostroví, které „neoprávněně a účelově oddělila ještě před vznikem Mauricijské republiky“. Verdikt haagského soudu však není právně vymahatelný, může jen pomoci zvýšit tlak na britskou vládu. Na základě výše uvedeného verdiktu hlasovalo Valné shromáždění OSN pro navrácení Čagoských ostrovů pod mauricijskou správu. Británie roku 2022 začala jednat s Mauriciem o ukončení koloniální správy a vrácení ostrovů pod kontrolu Mauricia. Začátkem října 2024 se Británie dohodla s Mauriciem na předání území s podmínkou zachování britsko-americké vojenské základny na ostrově Diego García nejméně po dobu 99 let.

## Strategický význam souostroví
Ke všem těmto problémům došlo na pozadí velkého geostrategického významu souostroví a laguny Diego García. USA začaly zvažovat výstavbu základny už v roce 1959. Původním záměrem bylo zřídit monitorovací stanici, původně s úmyslem pozorovat aktivity Sovětského svazu. Na konci 20. století byla přebudována a doplněna o funkci navigačního napojení (Global Positioning System, GPS). Na ostrově je rovněž komunikační středisko pro námořní dopravu a vojenské letiště. Po rozpadu SSSR sehrál BIOT důležitou roli při operacích americké a britské armády v Iráku a Afghánistánu.